# كريستينا رينولدز
كريستينا رينولدز (بالألمانية: Kristina Reynolds)‏ هي لاعب هوكي الحقل ألمانية، ولدت في 18 فبراير 1984 في هامبورغ في ألمانيا.

## وصلات خارجية
- كريستينا رينولدز على موقع أوليمبيديا (الإنجليزية)
- كريستينا رينولدز على موقع اللجنة الأولمبية الألمانية (الألمانية)